# Geschlossene Bauweise (Baurecht)

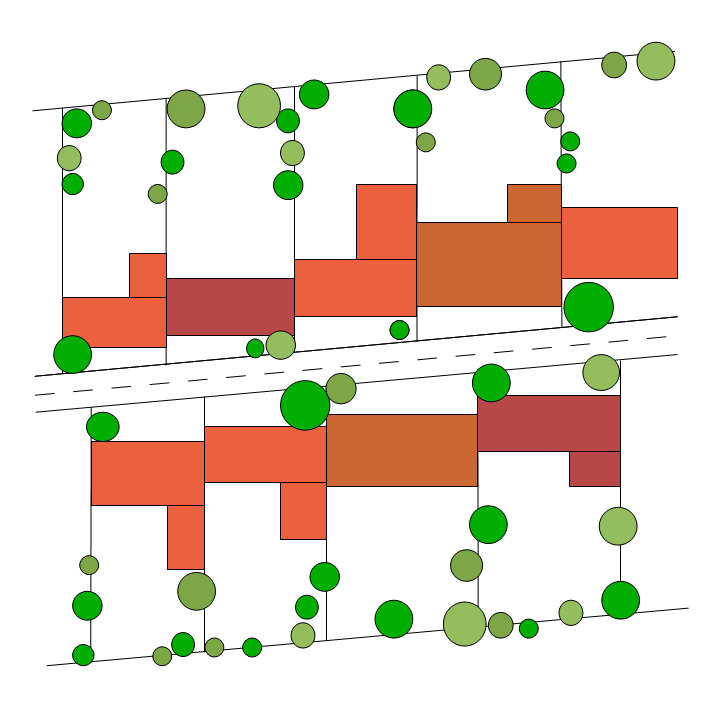
Geschlossene Bauweise (Schema)

Die geschlossene Bauweise (Baurecht) bedeutet den Häuserbau ohne seitlichen Grenzabstand.

## Rechtsgrundlage
Die Bauweise regelt das Verhältnis eines Gebäudes zu den seitlichen Grundstücksgrenzen. 
Rechtsgrundlage ist § 22 Baunutzungsverordnung (BauNVO). Danach gibt es zwei grundsätzliche Varianten: die offene und die geschlossene Bauweise. In der offenen Bauweise werden die Gebäude mit seitlichem Grenzabstand (Bauwich) errichtet. Die Bauweise wird im Bebauungsplan festgesetzt. § 22 Abs. 4 BauNVO erlaubt der Gemeinde auch, eine hiervon abweichende Bauweise festzusetzen.
Bei der geschlossenen Bauweise werden die Baugrundstücke zwischen den seitlichen Grenzen in voller Breite überbaut. Dabei ist eine Durchfahrt durch das Gebäude zu dem rückwärtigen Grundstücksteil erforderlich, wenn dort Gebäude oder Einstellplätze vorgesehen sind. Bebauungsformen in geschlossener Bauweise sind z. B. die Blockbebauung entlang eines Straßengevierts oder entlang einer Straße errichtete Reihenhäuser oder Mehrfamilienhäuser.
Liegen die Baugrundstücke nicht innerhalb eines Bebauungsplanes, wird die Bebaubarkeit durch § 34 Abs. 1 Satz 1 BauGB geregelt. Die Gebäude müssen sich danach auch hinsichtlich der vorherrschenden Bauweise in die nähere Umgebung einfügen.

## Vorteile der geschlossenen Bauweise

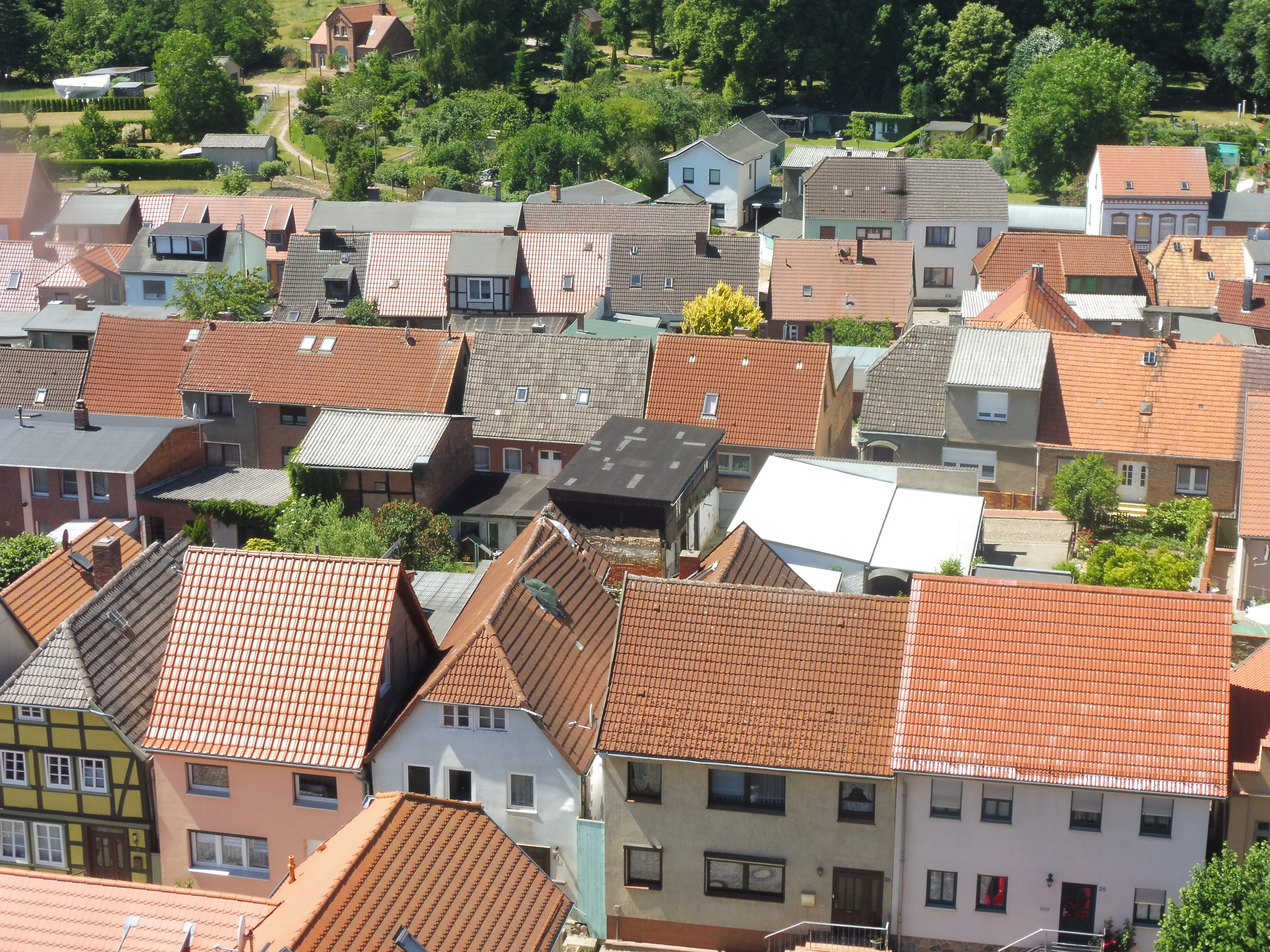
Geschlossene Bauweise in der Altstadt von Plau am See

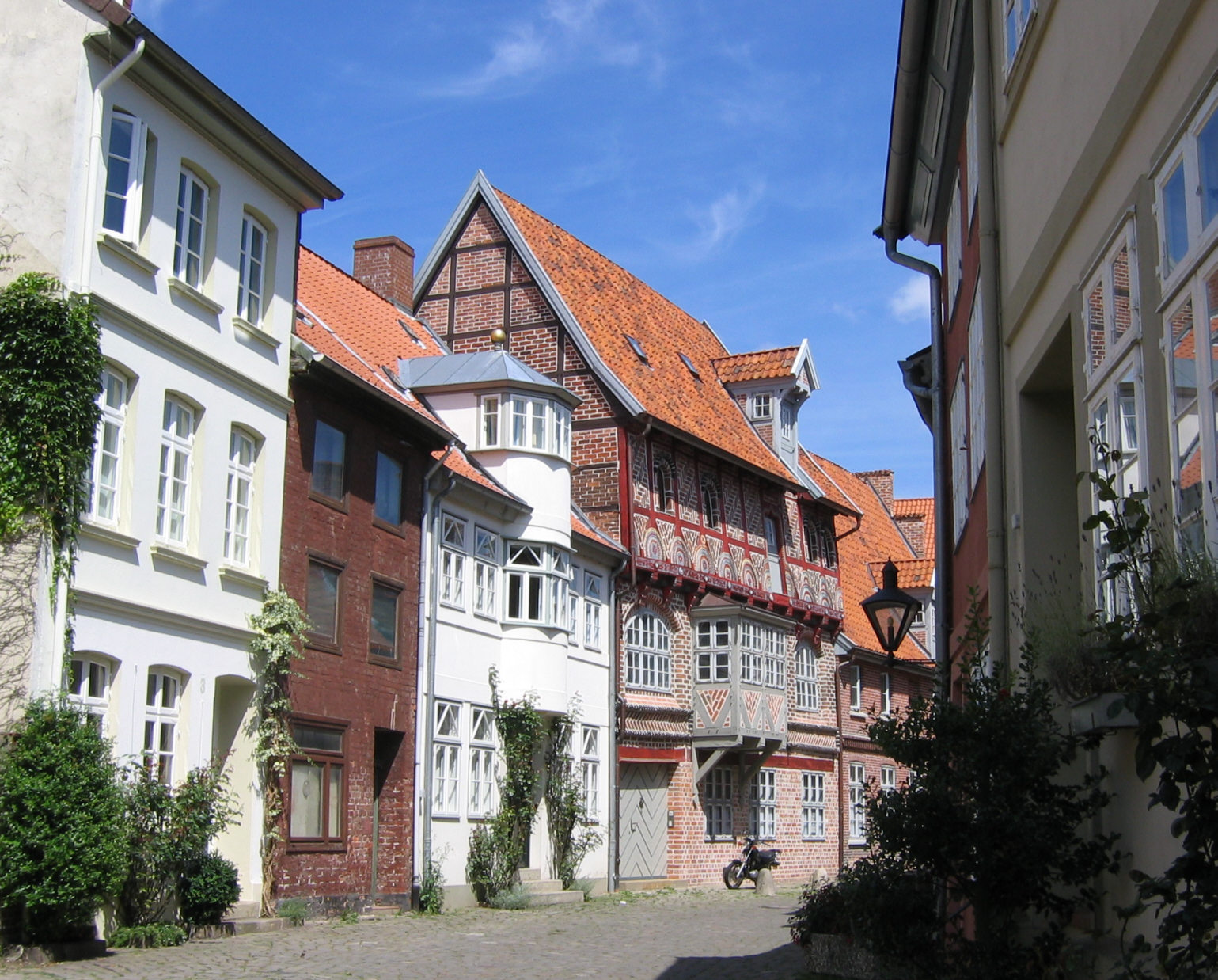
Geschlossene Bauweise in der Altstadt von Lüneburg

Die geschlossene Bauweise kam aufgrund ihrer vielseitigen Vorteile bereits in den alten Straßendörfern und Angerdörfern zur Anwendung.
- Durch die geschlossene Häuserfront bleiben störende Einflüsse wie Lärm, Abgase und Wind auf der Straßenseite im öffentlichen Bereich.
- Öffentlicher und privater Bereich sind klar getrennt. Dadurch entsteht in den von der Straße aus uneinsehbaren Gärten ein Privatbereich.
- Der Wegfall der bei einer offenen Bauweise vorhandenen seitlichen Grünstreifen ermöglicht eine kompaktere Anordnung der Häuser. Dadurch werden die Aufschließungskosten geringer gehalten.
- Die geschlossene Bauweise ermöglicht eine höhere Besiedlungsdichte; der Flächenverbrauch und die Zersiedelung sind unter sonst gleichen Bedingungen geringer.
- Da bei der geschlossenen Bauweise Wände, die sonst die Rolle einer Außenwand übernehmen würden, gemeinsam genutzt werden (siehe Recht der halben Hofstatt), werden Dämm- und Verkleidungskosten gespart.

Optimalerweise sollte die Straße in Ost-West-Richtung verlaufen, wodurch jedes Haus gleichermaßen Sonnenlicht erhält und eine gegenseitige Beschattung vermieden wird.

## Nachteile der geschlossenen Bauweise
- Die gegenseitige Störung durch Nachbarn kann bei geschlossener Bauweise erhöht sein, beispielsweise bei städtischen Mietshäusern oder bei Reihenhäusern mit schmalen Grundstücken.[2]
- Durch das Aneinanderbauen benachbarter Häuser reduzieren sich die Möglichkeiten für die natürliche Belichtung und Belüftung der Innenräume (Extrembeispiel: Reihenhäuser in Back-to-Back-Bauweise).
- Bei geschlossener Bauweise können sich Brände schneller ausbreiten, weshalb zusätzliche Sicherungsmaßnahmen wie Brandschutzwände notwendig sind.
- Bei Baumaßnahmen muss auf die Nachbargebäude besondere Rücksicht genommen werden.